# كرالتون (نيويورك)
كرالتون (بالإنجليزية: Carrollton, New York)‏ هي بلدة أمريكية تقع في الولايات المتحدة في مقاطعة كاتاروغوس، نيويورك. يقدر عدد سكانها بـ 1,297 نسمة ومساحتها 109.6 كم2 وترتفع عن سطح البحر 424 متر.